# Daniel Gołębiowski
Daniel Gołębiowski (ur. 6 lutego 1998 w Szczecinie) – polski koszykarz, występujący na pozycjach rzucającego obrońcy oraz niskiego skrzydłowego, obecnie zawodnik Śląska Wrocław. W 2024 zadebiutował w seniorskiej reprezentacji Polski
5 maja 2020 dołączył do GTK Gliwice. 1 lipca 2022 został zawodnikiem Śląska Wrocław.

## Osiągnięcia
Stan na 14 grudnia 2024.
Drużynowe
- Wicemistrz Polski (2023)[4]
- Finalista Superpucharu Polski (2022)[5]
- Zdobywca Superpucharu Polski (2024)[6]

Indywidualne
- Najlepszy:
  - Polski Debiutant EBL (2018)[7]
  - Młody Zawodnik EBL (2019)[8]
- MVP kolejki OBL (12 – 2023/2024)[9]
- Zaliczony do I składu:
  - kolejki OBL (12 – 2023/2024)[10]
  - grupy A II ligi (2017)[11]

Reprezentacja
- Mistrz Europy U–20 dywizji B (2018)[12]
- Uczestnik mistrzostw Europy:
  - U–20 dywizji B (2017 – 5. miejsce)
  - U–18 dywizji B (2016 – 6. miejsce)
  - U–16 (2014 – 15. miejsce)